# Ким Пять-с-плюсом: Борьба во времени
«Ким Пять-с-плюсом: Борьба во времени» (англ. Kim Possible: A Sitch in Time, часто можно встретить перевод «Ким Всемогущая: Борьба во времени») — первый полнометражный мультипликационный фильм о приключениях девочки-подростка, Ким Пять-с-плюсом. Сюжет завязан вокруг путешествия во времени группы злодеев, которые намерены устранить героиню и тем самым захватить власть над миром, что одному из них и удаётся. В фильме в основном использована двухмерная компьютерная анимация. Официальная премьера состоялась в США 28 ноября 2003 года. В сериал данный фильм вошёл как трёхсерийный эпизод.

## Сюжет
Фильм вошёл в сериал в составе трёх серий, каждая из которых получила отдельный подзаголовок: «Прошлое» (англ. Past), «Настоящее» (англ. Present) и «Будущее» (англ. Future).

### Настоящее
Новая начальница мамы Рона, переводит её на новое место работы, из-за чего всё семейство Так-себе переезжает в Норвегию. Из-за этого Ким Пять-с-плюсом больше не сможет видеться с Роном Так-себе, а тот в свою очередь не сможет вовремя прибывать на задания из-за больших расстояний между США и Норвегией. Тем временем Драк-Макак, Дафф Киллиган, Доктор Драккен и Шиго объединяются, чтобы похитить идола Обезьяны Времени, который разделён на две части, а те в свою очередь расположены в разных частях света. В процессе похищения туловища идола из музея, злодеи сталкиваются с Ким, но им удаётся победить её (Ким сражалась в одиночку) и запереть в саркофаге. На утро в музей прибегает опоздавшийся Рон, который и освобождает Ким. На второе задание Ким уже берёт свою подругу Моник, однако, из-за неловкости последней, злодеям и на сей раз удаётся сбежать, похитив при этом оставшуюся голову идола. Для активации собранного идола, злодеи отправляются в храм Симиа. Туда же прибывает и Ким, но на сей раз с Роном. Но несмотря на их старания, злодеям удаётся активировать идола и отправиться вчетвером (Драккен, Шиго, Киллиган и Драк-Макак) в путешествие по времени.

### Прошлое
Ким и Рон теряют всякую надежду остановить злодеев. Изучая латынь, Ким понимает, что был похищен идол времени, когда неожиданно в её комнате появляется существо, похожее внешне на Руфуса. Руфус 3000, как он сам себя называет, говорит Ким, что в будущем Величество захватило власть над миром. Для того, чтобы это предотвратить, Ким должна переместиться во времени в прошлое, для безопасного путешествия в котором, Руфус 3000 даёт ей специальный браслет.
Злодеи же перемещаются в то время, когда Ким только пошла в детский сад. Превратившись в маленьких детей, Драккен, Киллиган и Драк-Макак начинают досаждать малолетней Ким, с целью сломить её дух. За неё заступается малолетний Рон, на которого тут же и переключается внимание злодеев. Ким-ребёнок тут же заступается за него и они с Роном-ребёнком становятся лучшими друзьями. Драккен, Киллиган и Драк-Макак тем временем убегают и превратившись снова во взрослых, неожиданно сталкиваются с тем, что Шиго вовсю дерётся с Ким из настоящего. Однако, злодеи и на сей раз успевают обойти Ким в перемещении во времени.
Далее Драккен с компанией перемещается в то время, когда Ким пошла на своё первое задание, на этот раз, решая уже сразу убить её. В это время 13-летняя Ким-подросток основывает свой сайт, на котором и размещает своё объявление, что она может всё. После этого идёт на пробы в школьную группу поддержки, где и побеждает. Одновременно с этим, на её сайт поступает сообщение, где её просит о помощи богатый коллекционер игрушек, который оказался в ловушке из-за ложного срабатывания лазерной системы охраны. Приехав на место происшествия, Ким-подросток с помощью своих акробатических данных добирается до пульта и отключает систему. В это же время появляются злодеи, которые натравляют на Ким-подростка огромную каменную статую гориллы, которую Драк-Макак специально привёл из далёкого прошлого. Тут же появляется и Ким из настоящего, однако, и двум Кимам Пять-с-плюсам никак не одолеть каменную статую. Радуясь успеху, Шиго неожиданно сталкивается с женщиной, которая является её полной копией, хоть и старше. Ею оказывается сама Шиго, но из будущего, которая и рассказывает Шиго из настоящего об особом плане. Тем временем на помощь обеим Кимам, Руфус 3000 приводит Рона и Руфуса из настоящего. Рон натыкается на пульт от системы и не зная для чего он, активизирует систему лазеров, которые разрушают статую гориллы.
Драккена, Киллигана и Драк-Макака полиция сажает в тюрьму. Ким решает, что всё закончилось, так как Драккен-Величество арестован, как неожиданно появляется Руфус 3000 и заявляет, что Величеству опять удалось сбежать. Оказывается Величеством на самом деле является Шиго. Ким Пять-с-плюсом и Рон из настоящего решают отправиться в будущее, чтобы победить Шиго.

### Будущее
Ким и Рон перемещаются в будущее, где миром правит Шиго с помощью идола времени. Там многие их знакомые предстают в другом свете: Бонни стала промывательницей мозгов, Джим и Тим стали мускулистыми… Ким и Рон пробираются во дворец Шиго, уничтожают идола времени и восстанавливают будущее, тем самым стирая правление Шиго из истории.

## В ролях
- Кристи Карлсон Романо — Ким Пять-с-плюсом
- Уилл Фридл — Рон Так-себе
- Дакота Фэннинг — Ким в дошкольном возрасте
- Харрисон Фан — Рон в дошкольном возрасте
- Нэнси Картрайт — Руфус
- Майкл Дорн — Руфус 3000
- Таж Моури — Уэйд
- Майкл Кларк Данкан — взрослый Уэйд
- Николь Салливан — Шиго
- Джон ДиМаджио — Доктор Драккен
- Том Кейн — Драк-Макак
- Брайан Джордж — Дафф Киллиган
- Гэри Коул — Доктор Джеймс Тимоти Пять-с-плюсом
- Джин Смарт — Доктор Энн Пять-с-плюсом
- Шон Флеминг — Джим и Тим Пять-с-плюсом
- Фредди Принц-младший — взрослые Джим и Тим Пять-с-плюсом
- Рэйвен Симоне — Моник
- Вивика Фокс — взрослая Моник
- Кирстен Стормс — Бонни
- Келли Рипа — взрослая Бонни